# Dolichodasys delicatus
Dolichodasys delicatus is een buikharige uit de familie Cephalodasyidae. Het dier komt uit het geslacht Dolichodasys. Dolichodasys delicatus werd in 1977 voor het eerst wetenschappelijk beschreven door Ruppert & Shaw. 